# SHANQI Z1
SHANQI Z1 (рус. Шаньци) — среднетоннажный грузовой автомобиль, представленный в 2023 году китайской компанией Shacman.

## Описание
Автомобиль SHANQI Z1 грузоподъёмностью до 2,2 тонн имеет цельнометаллическую двухместную кабину. Передняя подвеска на продольно расположенных полуэллиптических рессорах, с телескопическими гидравлическими амортизаторами со стабилизатором поперечной устойчивости, задняя же на продольно расположенных полуэллиптических рессорах, с телескопическими гидравлическими амортизаторами. Тормозная система автомобиля пневматическая, с дисковыми передними и барабанными задними тормозами.
Кабина имеет зеркала заднего вида с электрообогревом. В комплектацию автомобиля входят: кондиционер, магнитола, USB-порты, подушки безопасности и системы безопасности ABS и EBS. Шины — 6.50 R16LT. Кабина поднимается вручную.
В России цена составляет от 4 миллионов рублей.

## Технические характеристики
SHANQI Z1 оснащён рядным четырёхцилиндровым турбодизельным двигателем Weichai WP2.3Q115E62 (Евро-5) объёмом 2289 см3, мощностью 85 кВт (115 л. с.) и крутящим моментом 320 Н·м. Система питания аккумуляторная. Двигатель сочетается в паре с пятиступенчатой механической трансмиссией Fast Gear 5J30T-B. Объём топливного бака составляет 80 литров, а ёмкость аккумулятора — 80 А·ч. Гарантия составляет 2 года или 100000 км.